# Fidesz - União Cívica Húngara
O Fidesz - União Cívica Húngara (em húngaro: Fidesz - Magyar Polgári Szövetség) é um partido político nacional-conservador e populista de direita da Hungria. Atualmente, é o maior partido húngaro.
O Fidesz foi fundado em 1988 com o nome de União dos Jovens Democratas (em húngaro: Fiatal Demokraták Szövetsége) por jovens estudantes, sendo nos seus primeiros anos de existência, um partido liberal que fazia oposição ao governo marxista-leninista da época. Foi registrado em 1990, tendo Viktor Orbán como seu líder. Em 1992, foi aceito na Internacional Liberal. Até 1993, só podiam filiar-se pessoas com menos de 35 anos. Apesar de ter conseguido entrar para Assembleia Nacional em 1990, o Fidesz perdeu dois assentos nas eleições legislativas de 1994. Depois das eleições, passou a adotar o conservadorismo liberal, levando seus membros liberais clássicos a o deixarem. Posteriormente, procurou criar uma conexão com outros partidos conservadores e, nas eleições de 1998, formou um governo de centro-direita. No início dos anos 2000, passou a adotar o nacionalismo mas sua popularidade caiu devido escândalos de corrupção. Entre 2002 e 2010 serviu como oposição, tendo, nesse período, formado uma coalizão com o Partido Popular Democrata-Cristão.
No pleito de 2010, com a impopularidade do então primeiro-ministro Ferenc Gyurcsány, o Fidesz foi reeleito depois de 8 anos. De volta como governo, adotou políticas de caráter nacional-conservador e crítico da União Europeia. Em 2011, com a reforma da Constituição Húngara feita pelo governo Orbán, se consolidou no poder e estabeleceu, segundo muitos analistas internacionais, um regime de "democracia controlada" no país. Sua maioria na Assembleia permaneceu mesmo após as eleições de 2014 e, seguindo a crise migratória na Europa, o Fidesz passou a usar uma retórica anti-imigração.
Internacionalmente, de 1992 a 2000, fez parte da Internacional Liberal. Desde 2000, é membro da Internacional Democrata Centrista e da União Democrata Internacional.

## Ideologia e espectro político
Historicamente, mais precisamente entre 1988 a 1994, o Fidesz atuou como um partido centrista liberal. Contudo, desde 1994, é nacional-conservador de direita à extrema-direita, mantendo uma postura anti-imigração, iliberal e eurocética.
Além de socialmente conservadora e populista de direita, a sigla é pragmaticamente democrata-cristã em termos de economia, angariando apoio com medidas como programas de empregos em obras públicas, aumento de pensões, cortes nos custos de serviços públicos, aumento do salário mínimo e dinheiro extra para aposentados. Chega a ser descrita como "economicamente nacionalista", ainda que alvo de críticas e protestos por permitir a abertura da Hungria para projetos de países como a China, os quais são acusados de beneficiar os interesses estrangeiros em vez dos próprios húngaros.

## Resultados Eleitorais

### Eleições legislativas
| Data | Cl. | Votos     | %     | +/-   | Deputados | +/- | Status   |
| ---- | --- | --------- | ----- | ----- | --------- | --- | -------- |
| 1990 | 5.º | 439.481   | 8,9%  |       | 22 / 386  |     | Oposição |
| 1994 | 6.º | 379.295   | 7,0%  | 1,93  | 20 / 386  | 2   | Oposição |
| 1998 | 1.º | 1.263.522 | 28,2% | 21,18 | 148 / 386 | 128 | Governo  |
| 2002 | 2.º | 2.306.763 | 41,0% | 13,89 | 164 / 386 | 16  | Oposição |
| 2006 | 2.º | 2.272.979 | 42,0% | 0,96  | 141 / 386 | 23  | Oposição |
| 2010 | 1.º | 2.706.292 | 52,7% | 10,7  | 227 / 386 | 86  | Governo  |
| 2014 | 1.º | 2.264.486 | 44,9% | 7,86  | 117 / 199 | 110 | Governo  |
| 2018 | 1.º | 2.824.206 | 49,3% | 4,40  | 117 / 199 | 0   | Governo  |
| 2022 | 1.° | 2.794.052 | 53,6% | 4,32  | 119 / 199 | 2   | Governo  |

### Eleições europeias
| Data | Cl. | Votos     | %     | +/- | Deputados | +/- |
| ---- | --- | --------- | ----- | --- | --------- | --- |
| 2004 | 1.º | 1.457.750 | 47,4% |     | 12 / 24   |     |
| 2009 | 1.º | 1.632.309 | 56,4% | 9   | 14 / 22   | 2   |
| 2014 | 1.º | 1.193.991 | 51,5% | 4,8 | 12 / 21   | 2   |
| 2019 | 1.º | 1.824.220 | 52,6% | 1,1 | 13 / 21   | 1   |